# Brahim Boudrali
Brahim Boudrali, né le 12 février 1963, est un ancien handballeur algérien. Il est considéré comme l'un des meilleurs handballeurs de l'histoire d'Algérie.
Joueur de 1983 à 1996, ancien du Mouloudia d’Alger et de l’équipe nationale, dont il a remporté 3 Championnats d'Afrique des nations  et la médaille d’or aux Jeux méditerranéens de 1987 et a participé aux Mondial 1986 et aux JO 1988.
Il devient ensuite sélectionneur, remportant la coupe Intercontinentale en 1998, finaliste en 2002 de la CAN au Maroc, une 3e place au tournoi de Bercy en 2003 en perdant de 2 buts face à la France, le Danemark, et match nul contre la Hongrie qui ira de pair avec une belle série de rencontres amicales, dont un match nul face à la Croatie (champion du monde cette année-là, juste avant le mondial 2003).
Ensuite, Boudrali est le sélectionneur de Oman, pays avec lequel il a participé à plusieurs championnats d’Asie des Nations, il a également dirigé l’équipe national du Bahreïn.
Il est l'oncle de Hichem Boudrali.
Brahim Boudrali a également entrainé en Algérie des clubs comme le WO Rouiba, l’US Biskra ou le SR Annaba est aussi allez faire les beaux jours de certaines équipes au Moyen-Orient, comme le Al Ahly Djeddah, le Al Ahly du Qatar ou le Warka, à son actif, plusieurs titres nationaux (coupes et championnat) et coupes d’Asie, comme avec les Saoudiens du Al AHly Djeddah.

## Palmarès de joueur

### avec les Clubs
Le palmarès suivant a été obtenu avec le MC Alger :
- Vainqueur du Championnat Algérie en 1982, 1984, 1987, 1988, 1989, 1990, 1991, 1992, 1994 et 1995
- Vainqueur de la Coupe d'Algérie en 1982, 1983, 1987, 1989, 1990, 1991, 1993, 1994 et 1995
- Vainqueur de la Coupe d'Afrique des clubs champions en 1983
- Vainqueur de la Coupe d'Afrique des vainqueurs de coupe en 1988, 1991, 1992, 1993, 1994, 1995
- Vainqueur de la Coupe arabe des clubs champions en 1989 et 1991

Le palmarès suivant a été obtenu avec l'Al Ahli SC :
- Vainqueur du Championnat du Qatar : 1997
- Vainqueur de la Coupe du Qatar : 1997

### avec l'Équipe d'Algérie
Championnats d'Afrique des nations
- Vainqueur du Championnat d'Afrique 1985
- Vainqueur du Championnat d'Afrique 1987
- Vainqueur du Championnat d'Afrique 1989
- Finaliste du Championnat d'Afrique 1991
- Médaille de bronze du Championnat d'Afrique 1992

Championnat d'Afrique junior
- Médaille d'argent au Championnat d'Afrique junior : 1982

Jeux africains
- Vainqueur des Jeux africains de 1987

Jeux méditerranéens
- Vainqueur des Jeux méditerranéens de 1987
- 5e aux Jeux méditerranéens de 1991

Jeux olympiques
- 12e place aux Jeux olympiques de 1984
- 10e place aux Jeux olympiques de 1988

Championnats du monde
- 16e place au Championnat du monde 1986
- 16e place au Championnat du monde 1990

## Palmarès d'entraîneur

### en club
- 3e place à la Coupe d'Afrique des vainqueurs de coupe : 2003 avec le SR Annaba
- 3e place au Championnat arabe des clubs champions : 2005 avec le US Biskra

- Vainqueur du Championnat du Qatar (2) : 2006 avec le Al Ahli SC, 2007 avec le Al-Wakrah
- Finaliste de la Coupe du Prince du Qatar : 2006 avec le Al Ahli SC
- Finaliste de la coupe de l'Emir du Qatar : 2006 avec le Al Ahli SC
- Vainqueur de la Coupe Fédération du Qatar : 2008 avec le Al-Wakrah
- Vainqueur de la Ligue des champions d'Asie (2) en 2009 avec le Al-Ahli SC, 2014 avec le  Lekhwiya
- Vainqueur de la Coupe des vainqueurs de coupes du Golfe en 2009 avec le Al-Ahli SC
- 5e de la Coupe des vainqueurs de coupes du Golfe  en 2010 avec le Al-Ahli SC
- Vainqueur de la coupe d'Arabie saoudite en 2009 avec le Al-Ahli SC
- Finaliste de la Coupe du Qatar en 2014 avec le Lekhwiya
- Vainqueur de la Supercoupe d'Oman : 2024
- Vainqueur du Championnat d'Oman : 2025
- Vainqueur de la Coupe d'Oman  : 2025

### avec l'équipe d'Algérie
- Vainqueur de la Coupe intercontinentale: 1998
- 3e Tournoi de Paris Île-de-France: 2003
- Médaille d'argent au championnat d'Afrique 1998 ( Afrique du Sud)
- Médaille d'argent au championnat d'Afrique 2002 ( Maroc)
- 18e au championnat du monde 2003 ( Portugal)

### Équipe de Bahreïn
- 5e aux Jeux panarabes de 2011

### Équipe d'Oman
- 5e aux Jeux du Golfe : 2011